# Banyo massa I
Banyo Massa I (ou Banyo I) est un village du Cameroun situé dans la Région de l'Est et le département de la Kadey, à proximité de la frontière avec la République centrafricaine. Il fait partie de l'arrondissement de Batouri.

## Population
En 1966 le village comptait 44 habitants, principalement Kaka. Lors du recensement de 2005, le village comptait 283 personnes.